# Kings of Suburbia
Kings of Suburbia ist das vierte Studioalbum der deutschen Band Tokio Hotel. Es wurde am 3. Oktober 2014 vom Label Island Records in Deutschland und am 6. Oktober 2014 international veröffentlicht. Es ist das erste Album der Band, das nur englischsprachig aufgenommen wurde.

## Hintergrund
Am 3. September 2014 teilte der Sänger Bill Kaulitz auf Instagram das Cover, den Namen und das Veröffentlichungsdatum des neuen Albums mit.

Bei Facebook hieß auf der Seite der Band, dass in der Zeit vom 12. September bis zum Erscheinen des Albums jeden Freitag einer ihren neuen Songs bei iTunes zum Download verfügbar sei.

Am 9. September wurde auf ihrem Kanal bei YouTube der Ausschnitt eines Videos mit dem Titel Run, Run, Run veröffentlicht. Am 12. September konnte man sich das ganze Video ansehen.
Der zweite Song des Albums, Girl Got a Gun, wurde am 19. September in Form eines zensierten Musikvideos bei YouTube veröffentlicht. Es traf auf starke Kritik in den Medien und wurde unter anderem als zu sexistisch bezeichnet.
Die vorab veröffentlichte Single des Albums, Love Who Loves You Back, wurde am 26. September im digitalen Format veröffentlicht, und das dazugehörige Video konnte ab dem 30. September auf dem YouTube Channel der Band eingesehen werden. Auch dieses wurde, besonders wegen des Covers, von den Medien sehr kritisch bewertet.

## Stil
Kings of Suburbia ist eine Mischung aus Alternative, Pop, Rock und Electro und überraschte durch einen neuen Stil im Vergleich zu den vorherigen Alben. Die Band hat in den fünf Jahren, in denen an dem Album gearbeitet wurde, sehr viele Stilrichtungen ausprobiert. In einem Interview sagte Tom Kaulitz, dass die Songs, wie bisher immer, größtenteils von den Bandmitgliedern geschrieben und das Album von ihm abgemischt und produziert worden sei. Sie hätten bei diesem Album sehr viel mit dem Computer gearbeitet und dann Liveinstrumente hinzugefügt, um den gewünschten Sound zu erhalten.

## Titelliste

### Standardedition
| Nr. | Titel                   | Länge |
| --- | ----------------------- | ----- |
| 1.  | Feel It All             | 4:00  |
| 2.  | Stormy Weather          | 3:29  |
| 3.  | Run, Run, Run           | 3:25  |
| 4.  | Love Who Loves You Back | 3:49  |
| 5.  | Covered In Gold         | 4:29  |
| 6.  | Girl Got a Gun          | 2:46  |
| 7.  | Kings of Suburbia       | 3:23  |
| 8.  | We Found Us             | 3:23  |
| 9.  | Invaded                 | 3:28  |
| 10. | Never Let You Down      | 3:13  |
| 11. | Louder Than Love        | 3:35  |

### Deluxe Edition
| Nr. | Titel                  | Länge |
| --- | ---------------------- | ----- |
| 12. | Masquerade             | 3:17  |
| 13. | Dancing in the Dark    | 3:27  |
| 14. | The Heart Get No Sleep | 3:49  |
| 15. | Great Day              | 3:19  |